# Kaiserspital

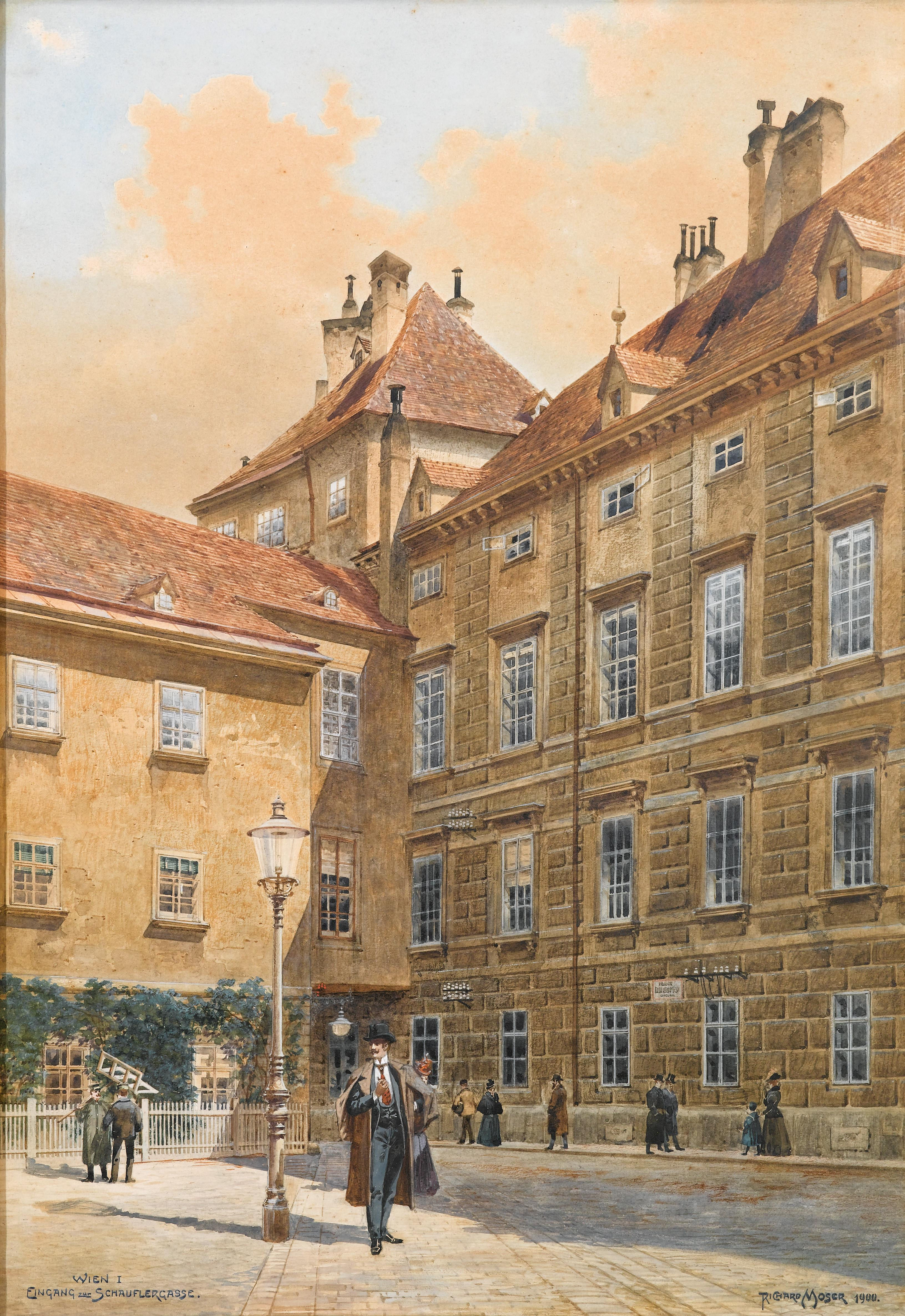
Osttrakt des Hofspitals (links) und Amalienburg (rechts) vom Ballhausplatz aus Richtung Schauflergasse, um 1900

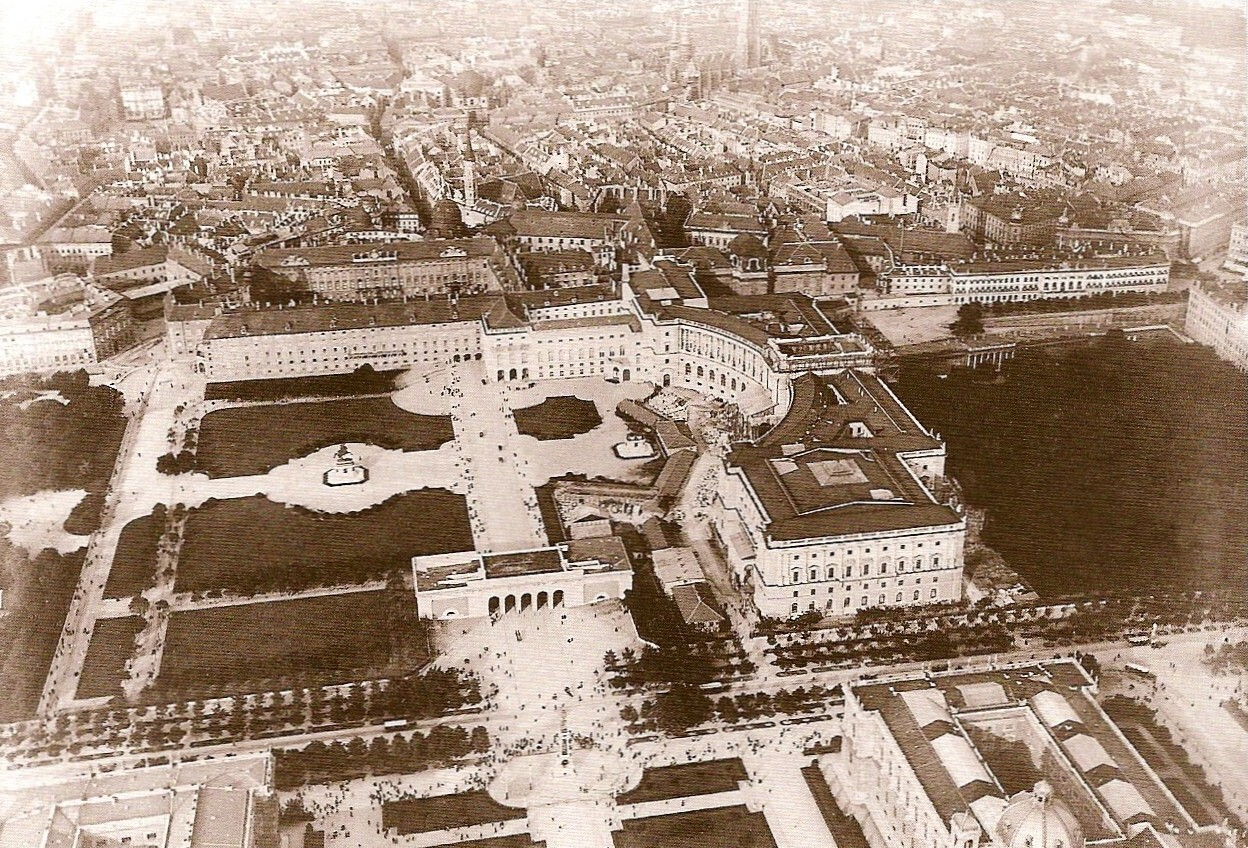
Luftaufnahme von Heldenplatz und Hofburg mit Hofspital (links, annotiert)

Das Kaiserspital oder auch Hofspital befand sich im 1. Wiener Gemeindebezirk Innere Stadt auf dem heutigen Ballhausplatz gegenüber der Hofburg. Es diente der Versorgung kranker und alter Bediensteter des Hofes und deren Angehörigen.

## Geschichte
Ein erstes Spital für berufsunfähige Hofbedienstete war das Martinspital vor dem Widmertor. Dieses wurde 1529 von den Türken zerstört und nicht mehr wieder aufgebaut. Als Ersatz gründete der Erzieher der Pagen von Ferdinand I., Diego de Serrava, für je 12 Männer und Frauen das Spital zur heiligen Barmherzigkeit. Zu diesem Zweck erwarb er am 10. September 1537 von den Minoriten ein Haus mit Garten zwischen der Minoritenkirche und der Hofburg.
Nach dem Tod von Diego de Serrava im Jahr 1545 und dem seiner Frau Anna von Böhmen und Ungarn im Jahr 1547 stellte Ferdinand I. das Spital unter die landesfürstliche Patronanz. Die Zahl der Stiftungsplätze erhöhte er 36, außerdem wurden 20 Waisenmädchen aufgenommen, die hier betreut und ausgebildet werden sollten. Zur Finanzierung des nunmehrigen Kaiserspitals wurde unter anderem die Herrschaft Wolkersdorf im Weinviertel herangezogen, die sich im Eigentum von Anna befunden hatte sowie ab 1564 die Güter des ehemaligen Martinspitals.
Das Kaiser- oder Hofspital war das erste und größte einer Reihe von Kaiser Ferdinand I. gestifteten Spitäler. Er erfüllte damit spät, aber doch einen Punkt aus dem Testament seines Großvaters Maximilian I., der bisher nicht erfüllt worden war. Dass ihm dieses Spital eine Herzensangelegenheit gewesen sein muss, zeigt sich darin, dass er sich auch um eher nebensächliche Details des Spitalsbetriebs kümmerte. So wandten sich die für das Spital Verantwortlichen während der Bauarbeiten von ihm beauftragten Trakten zur Erweiterung des Spitals an ihn mit der Bitte, das für die Dachdeckung benötigte Kupferblech bereitzustellen. Auch das Ansuchen, die schadhaften Kochkessel durch neue zu ersetzen, wurde an ihn persönlich gerichtet.
1558 wurde die Herrschaft Wolkersdorf, die bisher vom Hofspital direkt verwaltet worden war, von diesem getrennt und die Einkünfte sollten über das Salzamt an das Spital geleitet werden. Verwalter, die in die eigene Tasche wirtschafteten, kriegerische Ereignisse, Misswirtschaft, die Bürokratie sowie das mangelnde Interesse der Nachfolger von Ferdinand I. für die Belange des Hofspitals verringerten und verzögerten allerdings den Geldfluss, so dass das Spital einen riesigen Schuldenberg anhäufen musste, um weiter bestehen zu können.
Erst Kaiser Karl VI. nahm sich wieder des Kaiserspitals an. Unter ihm und der Regentschaft seiner Tochter Maria Theresia von Österreich verbesserte sich die wirtschaftliche Lage wesentlich.
Zwischen 1717 und 1719 wurde auf einem unverbauten Areal des Hofspitals die Geheime Hofkanzlei (heute Sitz des Bundeskanzleramts) errichtet und 1746 im Hof des Spitals das Ballhaus, das für den heutigen Ballhausplatz namengebend werden sollte. 1758 wurde das Kaiserspital von seinem bisherigen Standort an den Rennweg in das 1737 von Kaiser Karl VI. gegründete Dreifaltigkeitsspital verlegt, das auf Weisung von Maria Theresias am 30. März 1754 erworben worden war. Das Dreifaltigkeitsspital wurde seinerseits in das Spanische Spital in der Roßau verlegt (heute beherbergt es das Priesterseminar in der Boltzmanngasse). Als Spitalskirche wurde zwischen 1755 und 1763 die Kirche zum Heiligen Kreuz am Rennweg errichtet.
Unter Kaiser Joseph II. wurde 1782 das Kaiserspital aufgelöst. Das Bauwerk wurde erst an die Galizische Leibgarde als Kaserne vermietet und nach deren Auflösung wurde die Deutsche Arcièren-Leibgarde hier kaserniert, weshalb die ehemalige Spitalskirche heute als Gardekirche bezeichnet wird. 1897 wurde sie dem polnischen Orden der Resurrektionisten zur Seelsorge übergeben, so dass sie heute das Zentrum der polnischen Gemeinde in Wien darstellt. Nach der Verlegung der Arcièren-Leibgarde in das Untere Belvedere wurde das ehemalige Spitalsbauwerk als Wohnhaus genutzt, in dem 1881 Karl Lueger seine Notariatskanzlei hatte. 1891 wurde die Kaserne abgerissen.
Während der 1903 erfolgten Abbrucharbeiten des alten Kaiserspitals am Ballhausplatz kam die Renaissancearchitektur wieder zum Vorschein, nachdem sie durch Umbauarbeiten zu Zeiten Maria Theresias durch Ziegelmauerwerk verdeckt worden war. Die durch den Abbruch entstandene Baulücke sollte zunächst 1937 für das Fronthaus der Vaterländischen Front bzw. ab 1938 für den Reichsnährstand genutzt werden, wurde schließlich aber erst ab 1982 geschlossen (Bundesministerium für Inneres).
Im Jahr 1583 wurden einige Räumlichkeiten des Osttraktes an das 1578 gegründete Hofkammerarchiv vermietet. 1848 wurde es aus Platzgründen unter dem Direktor Franz Grillparzer zwischen dem 26. Juni und 19. August 1848 in das neu errichtete Archivgebäude in der Johannesgasse 6 übersiedelt, in dem sich seit 2015 das Literaturmuseum der Österreichischen Nationalbibliothek befindet.
Anlässlich der Aufhebung des Kaiserspitals wurde von Kaiser Joseph II. der Kaiserspitalfonds gegründet. Dieser wurde mit allen Mitteln ausgestattet, die im Zusammenhang mit dem ehemaligen Hofspital standen (Verkaufserlöse von Grundstücken und so weiter). Aus seinen Erträgen wurden bis 1926 arme und kranke Menschen unterstützt.